# Храмов, Михаил Тимофеевич
 Михаил Тимофеевич Храмов — советский хозяйственный, государственный и политический деятель.

## Биография
Родился в 1922 году в деревне Тазино. Член КПСС с 1942 года.
С 1939 года — на хозяйственной, общественной и политической работе. В 1939—1985 гг. — учитель школы, участник Великой Отечественной войны, 2-й секретарь Большеберезниковского, Атяшевского райкомов, 1-й секретарь Пурдошанского, Ширингушского, Большеберезниковского райкомов КПСС, завотделом Мордовского обкома КПСС, 1-й секретарь Саранского горкома КПСС, председатель Мордовского республиканского комитета народного контроля.
Делегат XXIV и XXV съездов КПСС.